# Campeonato Ecuatoriano de Fútbol 2010
El Campeonato Ecuatoriano de Fútbol 2010 de la Serie A, cuyo nombre comercial fue «Copa Credife 2010», fue un torneo de fútbol organizado por la Federación Ecuatoriana de Fútbol. Comenzó el 5 de febrero de 2010 y terminó el 12 de diciembre de ese mismo año. El sistema del torneo fue aprobado por el Congreso de la FEF que se llevó a cabo el 8 de enero. El sistema fue definido por los clubes de la Serie A en sesión ordinaria de la FEF el 16 de diciembre del 2009, el cual consistía de 2 etapas en que se enfrentaron todos los clubes entre sí, y el ganador de cada etapa disputó la final del campeonato para determinar al campeón y subcampeón del año.
El 5 y 12 de diciembre se disputaron las finales entre Liga de Quito y Emelec, en las que se coronó campeón el cuadro albo tras ganar por un global de 2-1, con lo que consiguió su décimo título nacional.
El cupo restante para la Copa Libertadores 2011 fue obtenido por Deportivo Quito tras derrotar en la serie de repechaje a Barcelona por un global de 3-3 de la Regla del gol de visitante. Los equipos que descendieron a la Serie B fueron Universidad Católica y Macará luego de quedar penúltimo y último respectivamente en la tabla acumulada entre las dos primeras etapas.
Universidad Católica, jugó en la Serie B del Campeonato de 2009 (año anterior).
Independiente y Universidad Católica habían ascendido a la Serie A de Ecuador la temporada anterior.
En esta edición descendieron Universidad Católica y Macará.

## Equipos participantes
12 equipos en total afiliados a la FEF, participaron en el torneo. Los clubes que jugaron el campeonato 2010 estuvieron conformados por los 10 mejores equipos de los 12 que disputaron el torneo de Serie A del 2009 y se complementó la lista con los 2 mejores equipos del torneo de Serie B del 2009, el Independiente y la Universidad Católica. Algo muy distinto ocurrió en la edición 2010 de la Serie B, en donde además de los equipos que ascendieron a la Serie B, solo descendieron 2 clubes, pero ascendieron 2 equipos provenientes de la Segunda Categoría.
En términos geográficos, 3 clubes pertenecen a la región litoral (costa), mientras que los restantes 9 tienen sus sedes en provincias de la región interandina (sierra). Con lo que respecta a las grandes ciudades, en Guayaquil se encuentran 2 equipos, mientras que en Quito se concentran la mayoría de los clubes participantes del torneo con un total de 5 equipos, aunque uno de ellos (Espoli) juega sus partidos en Santo Domingo, además el Independiente tiene su sede en Estadio Rumiñahui, la cual es una localidad en el Valle de Los Chillos de la capital. Además, hubo cuatro ciudades con un solo equipo en el torneo, las cuales son: la ciudad de Cuenca como sede el Deportivo Cuenca, Riobamba como sede del Olmedo, Ambato como sede del Macará, y Manta como sede del Manta FC.
| Equipos participantes | Equipos participantes | Equipos participantes                                   |
| --------------------- | --------------------- | ------------------------------------------------------- |
|                       |                       |                                                         |
| Equipo                | Ciudad                | Estadio                                                 |
| Barcelona             | Guayaquil             | Estadio Monumental Banco Pichincha                      |
| Deportivo Cuenca      | Cuenca                | Estadio Alejandro Serrano Aguilar                       |
| Deportivo Quito       | Quito                 | Estadio Olímpico Atahualpa                              |
| El Nacional           | Quito                 | Estadio Olímpico Atahualpa                              |
| Emelec                | Guayaquil             | Estadio George Capwell                                  |
| Espoli                | Quito                 | Estadio Olímpico Municipal Etho Vega (en Santo Domingo) |
| Independiente         | Sangolquí             | Estadio Rumiñahui                                       |
| Liga de Quito         | Quito                 | Estadio Casa Blanca                                     |
| Macará                | Ambato                | Estadio Bellavista                                      |
| Manta F.C.            | Manta                 | Estadio Jocay                                           |
| Olmedo                | Riobamba              | Estadio Olímpico de Riobamba                            |
| Universidad Católica  | Quito                 | Estadio Olímpico Atahualpa                              |

### Entrenadores
| Entrenadores actuales | Entrenadores actuales |
| --------------------- | --------------------- |
|                       |                       |
| Equipo                | Entrenador            |
| Barcelona             | Rubén Darío Insua     |
| Deportivo Cuenca      | Luis Soler            |
| Deportivo Quito       | Carlos Sevilla Dalgo  |
| El Nacional           | Mario Saralegui       |
| Emelec                | Jorge Sampaoli        |
| Espoli                | Carlos Calderón       |
| Independiente         | Julio Asad            |
| Liga de Quito         | Edgardo Bauza         |
| Macará                | Janio Pinto           |
| Manta F.C.            | Fabián Bustos         |
| Olmedo                | Ariel Graziani        |
| Universidad Católica  | Patricio Lara         |

### Patrocinadores
| Club                 | Marca    | Patrocinador Principal                               |
| -------------------- | -------- | ---------------------------------------------------- |
| Barcelona            | Marathon | Pilsener                                             |
| Deportivo Cuenca     | Lotto    | Pilsener                                             |
| Deportivo Quito      | Diadora  | U&S Uribe y Schwarzkopf Planificación y Construcción |
| El Nacional          | Lotto    | Unicef                                               |
| Emelec               | Astro    | PDVSA; PDV                                           |
| Espoli               | Aurik    | Productos El Sabor                                   |
| Independiente        | Marathon | Herbalife                                            |
| Liga de Quito        | Umbro    | Holcim                                               |
| Macará               | Marathon | BYD Auto                                             |
| Manta F.C.           | Astro    | Atún Isabel                                          |
| Olmedo               | Diadora  | Cooperativa de Ahorro y Crédito Acción Rural         |
| Universidad Católica | Wilson   | Banco Pichincha                                      |

## Equipos por Provincia
| Provincia     | N.º | Equipos                                                                           |
| ------------- | --- | --------------------------------------------------------------------------------- |
| Pichincha     | 5   | Deportivo Quito, El Nacional, Independiente, Liga de Quito y Universidad Católica |
| Guayas        | 2   | Barcelona y Emelec                                                                |
| Azuay         | 1   | Deportivo Cuenca                                                                  |
| Tungurahua    | 1   | Macará                                                                            |
| Chimborazo    | 1   | Olmedo                                                                            |
| Manabí        | 1   | Manta F.C.                                                                        |
| Santo Domingo | 1   | Espoli                                                                            |

## Ascensos y descensos
| Pos | Ascendidos a la Serie A |
| --- | ----------------------- |
| 1º  | Independiente           |
| 2º  | Universidad Católica    |

| Pos | Descendidos a la Serie B |
| --- | ------------------------ |
| 11º | Liga de Portoviejo       |
| 12º | Técnico Universitario    |

## Organización

### Sistema de Campeonato
El 15 de diciembre de 2009, dirigentes de los clubes que participarán en los campeonatos de Serie A y Serie B en conjunto con los directivos de la Federación Ecuatoriana de Fútbol analizaron las diferentes propuestas de sistema de campeonato en una sesión ampliada del Comité Ejecutivo. El 16 de diciembre se estableció el sistema de campeonato aprobado por los dirigentes de las varias instituciones, el mismo que deberá aún ser aprobado en el Congreso Ordinario de la Federación Ecuatoriana de Fútbol a realizarse 8 de enero de 2010.
El Campeonato Ecuatoriano de Fútbol de 2010, según lo establecido, será jugado por 12 equipos que se disputarán el título en tres etapas. En total se jugarán 46 fechas que iniciarán el 7 de febrero y concluirán el 12 de diciembre.
La Primera Etapa del campeonato se desarrollará entre el 7 de febrero y el 4 de julio, consistirá de 22 jornadas que, por disposición de los directivos, se efectuarán de los días domingo. Debido a la Copa Mundial de Fútbol de 2010 que se desarrollará en Sudáfrica, la semana que se realice la final se prevé paralizar el torneo. La modalidad será de todos contra todos, en donde el equipo que quede en primer lugar obtendrá uno de los dos únicos cupos para la tercera etapa. Además los tres primeros de esta etapa clasificarán a la Copa Sudamericana 2010.
La Segunda Etapa se desarrollará desde el 18 de julio hasta el 28 de noviembre. Su modalidad es totalmente igual a la primera, siendo premiado el vencedor de esta etapa con el segundo cupo para la etapa final. Consistirá de 22 jornadas disputadas los días domingo, excepto el 25 de agosto y el 20 de octubre (ambos en miércoles). Los dos clubes que acumulen el menor puntaje en la tabla acumulada de ambas etapas perderán la categoría y jugarán en el 2011 en la Serie B.
La Tercera Etapa se jugará los días 5 y 12 de diciembre. Consistirá en dos fechas en donde se disputará un partido de ida y uno de vuelta entre los equipos que hayan logrado el primer lugar en las etapas primera y segunda del campeonato.

## Resultados

### Primera Etapa

#### Clasificación
|  |     | Equipo               | PTS | PJ | PG | PE | GP | GF | GC | DG  |
|  | --- | -------------------- | --- | -- | -- | -- | -- | -- | -- | --- |
|  | 1.  | Emelec               | 46  | 22 | 14 | 4  | 4  | 37 | 22 | +15 |
|  | 2.  | Liga de Quito        | 44  | 22 | 12 | 8  | 2  | 36 | 10 | +26 |
|  | 3.  | Barcelona            | 43  | 22 | 12 | 7  | 3  | 26 | 12 | +14 |
|  | 4.  | Deportivo Quito      | 34  | 22 | 10 | 4  | 8  | 27 | 23 | +4  |
|  | 5.  | Deportivo Cuenca     | 27  | 22 | 6  | 9  | 7  | 21 | 24 | -3  |
|  | 6.  | El Nacional          | 25  | 22 | 5  | 10 | 7  | 34 | 27 | +7  |
|  | 7.  | Independiente        | 25  | 22 | 5  | 10 | 7  | 26 | 31 | -5  |
|  | 8.  | Manta F.C.           | 24  | 22 | 5  | 9  | 8  | 23 | 30 | -7  |
|  | 9.  | Olmedo               | 23  | 22 | 5  | 8  | 9  | 18 | 27 | -9  |
|  | 10. | Espoli               | 22  | 22 | 6  | 4  | 12 | 22 | 41 | -19 |
|  | 11. | Universidad Católica | 20  | 22 | 4  | 8  | 10 | 21 | 32 | -11 |
|  | 12. | Macará               | 18  | 22 | 3  | 9  | 10 | 22 | 34 | -12 |

| L\V | BAR | DCU | DQU | NAC | EME | ESP | IND | LDU | MAC | MAN | OLM | CAT |
| BAR |     | 2-1 | 1-0 | 1-0 | 1-2 | 2-0 | 0-1 | 0-0 | 2-0 | 2-1 | 1-0 | 5-1 |
| DCU | 1-1 |     | 1-0 | 0-0 | 2-0 | 3-0 | 3-0 | 1-1 | 0-1 | 0-0 | 0-1 | 1-0 |
| DQU | 0-1 | 1-1 |     | 1-3 | 1-0 | 2-0 | 3-2 | 0-1 | 2-0 | 2-1 | 2-0 | 2-0 |
| NAC | 0-0 | 0-0 | 2-1 |     | 5-0 | 4-0 | 1-1 | 0-0 | 1-1 | 4-0 | 2-2 | 1-2 |
| EME | 3-0 | 4-0 | 1-1 | 1-0 |     | 4-0 | 1-1 | 1-0 | 2-0 | 3-3 | 4-1 | 1-0 |
| ESP | 0-1 | 3-0 | 0-3 | 5-3 | 0-3 |     | 0-4 | 2-1 | 0-1 | 2-0 | 2-2 | 0-1 |
| IND | 1-1 | 2-2 | 2-2 | 3-1 | 0-0 | 1-2 |     | 0-2 | 0-0 | 1-0 | 1-1 | 1-1 |
| LDU | 0-0 | 2-0 | 2-0 | 1-0 | 5-0 | 1-1 | 3-0 |     | 3-1 | 3-0 | 5-0 | 2-1 |
| MAC | 1-2 | 1-2 | 1-2 | 3-3 | 1-2 | 1-1 | 1-1 | 2-2 |     | 2-2 | 0-2 | 1-1 |
| MAN | 0-0 | 1-1 | 3-0 | 2-2 | 1-3 | 1-0 | 3-1 | 0-0 | 2-1 |     | 1-0 | 1-1 |
| OLM | 0-0 | 1-1 | 0-1 | 2-1 | 0-1 | 1-1 | 2-3 | 0-1 | 0-0 | 1-0 |     | 2-0 |
| CAT | 0-3 | 3-1 | 1-1 | 1-1 | 0-1 | 2-3 | 2-0 | 1-1 | 2-3 | 1-1 | 0-0 |     |

|  | Clasificó a la final del torneo, a la Copa Sudamericana 2010 y a la Copa Libertadores 2011. |
|  | Clasificado a la Copa Sudamericana 2010.                                                    |

#### Partidos
| Fecha 1      | Fecha 1              | Fecha 1   | Fecha 1   | Fecha 1          |
| Fecha        | Equipo Local         | Resultado | Resultado | Equipo Visitante |
| ------------ | -------------------- | --------- | --------- | ---------------- |
| 5 de febrero | Emelec               | 1         | 1         | Deportivo Quito  |
| 6 de febrero | Olmedo               | 1         | 1         | Espoli           |
| 6 de febrero | Independiente        | 1         | 0         | Manta F.C.       |
| 6 de febrero | El Nacional          | 0         | 0         | Deportivo Cuenca |
| 7 de febrero | Universidad Católica | 0         | 3         | Barcelona        |
| 7 de febrero | Macará               | 2         | 2         | Liga de Quito    |

| Fecha 2       | Fecha 2          | Fecha 2   | Fecha 2   | Fecha 2              |
| Fecha         | Equipo Local     | Resultado | Resultado | Equipo Visitante     |
| ------------- | ---------------- | --------- | --------- | -------------------- |
| 12 de febrero | Liga de Quito    | 3         | 0         | Independiente        |
| 12 de febrero | Manta F.C.       | 1         | 0         | Olmedo               |
| 13 de febrero | Barcelona        | 2         | 0         | Macará               |
| 13 de febrero | Deportivo Quito  | 1         | 3         | El Nacional          |
| 14 de febrero | Espoli           | 0         | 3         | Emelec               |
| 24 de febrero | Deportivo Cuenca | 1         | 0         | Universidad Católica |

| Fecha 3       | Fecha 3         | Fecha 3   | Fecha 3   | Fecha 3              |
| Fecha         | Equipo Local    | Resultado | Resultado | Equipo Visitante     |
| ------------- | --------------- | --------- | --------- | -------------------- |
| 18 de febrero | Emelec          | 3         | 3         | Manta F.C.           |
| 20 de febrero | Deportivo Quito | 2         | 0         | Espoli               |
| 21 de febrero | Olmedo          | 0         | 1         | Liga de Quito        |
| 21 de febrero | Independiente   | 1         | 1         | Barcelona            |
| 21 de febrero | El Nacional     | 1         | 2         | Universidad Católica |
| 21 de febrero | Macará          | 1         | 2         | Deportivo Cuenca     |

| Fecha 4       | Fecha 4              | Fecha 4   | Fecha 4   | Fecha 4          |
| Fecha         | Equipo Local         | Resultado | Resultado | Equipo Visitante |
| ------------- | -------------------- | --------- | --------- | ---------------- |
| 26 de febrero | Manta F.C.           | 3         | 0         | Deportivo Quito  |
| 27 de febrero | Espoli               | 5         | 3         | El Nacional      |
| 28 de febrero | Deportivo Cuenca     | 3         | 0         | Independiente    |
| 28 de febrero | Barcelona            | 1         | 0         | Olmedo           |
| 28 de febrero | Liga de Quito        | 5         | 0         | Emelec           |
| 28 de febrero | Universidad Católica | 2         | 3         | Macará           |

| Fecha 5    | Fecha 5         | Fecha 5   | Fecha 5   | Fecha 5              |
| Fecha      | Equipo Local    | Resultado | Resultado | Equipo Visitante     |
| ---------- | --------------- | --------- | --------- | -------------------- |
| 5 de marzo | Olmedo          | 1         | 1         | Deportivo Cuenca     |
| 6 de marzo | Deportivo Quito | 0         | 1         | Liga de Quito        |
| 6 de marzo | Espoli          | 2         | 0         | Manta F.C.           |
| 6 de marzo | Independiente   | 1         | 1         | Universidad Católica |
| 7 de marzo | Emelec          | 3         | 0         | Barcelona            |
| 7 de marzo | El Nacional     | 1         | 1         | Macará               |

| Fecha 6     | Fecha 6              | Fecha 6   | Fecha 6   | Fecha 6          |
| Fecha       | Equipo Local         | Resultado | Resultado | Equipo Visitante |
| ----------- | -------------------- | --------- | --------- | ---------------- |
| 13 de marzo | Manta F.C.           | 2         | 2         | El Nacional      |
| 13 de marzo | Universidad Católica | 0         | 0         | Olmedo           |
| 14 de marzo | Liga de Quito        | 1         | 1         | Espoli           |
| 14 de marzo | Macará               | 1         | 1         | Independiente    |
| 15 de marzo | Barcelona            | 1         | 0         | Deportivo Quito  |
| 26 de mayo  | Deportivo Cuenca     | 2         | 0         | Emelec           |

| Fecha 7     | Fecha 7         | Fecha 7   | Fecha 7   | Fecha 7              |
| Fecha       | Equipo Local    | Resultado | Resultado | Equipo Visitante     |
| ----------- | --------------- | --------- | --------- | -------------------- |
| 19 de marzo | Emelec          | 1         | 0         | Universidad Católica |
| 19 de marzo | Manta F.C.      | 0         | 0         | Liga de Quito        |
| 21 de marzo | Olmedo          | 0         | 0         | Macará               |
| 21 de marzo | Deportivo Quito | 1         | 1         | Deportivo Cuenca     |
| 21 de marzo | Espoli          | 0         | 1         | Barcelona            |
| 21 de marzo | El Nacional     | 1         | 1         | Independiente        |

| Fecha 8     | Fecha 8              | Fecha 8   | Fecha 8   | Fecha 8          |
| Fecha       | Equipo Local         | Resultado | Resultado | Equipo Visitante |
| ----------- | -------------------- | --------- | --------- | ---------------- |
| 27 de marzo | Deportivo Cuenca     | 3         | 0         | Espoli           |
| 27 de marzo | Independiente        | 1         | 1         | Olmedo           |
| 27 de marzo | Barcelona            | 2         | 1         | Manta F.C.       |
| 28 de marzo | Liga de Quito        | 1         | 0         | El Nacional      |
| 28 de marzo | Universidad Católica | 1         | 1         | Deportivo Quito  |
| 29 de marzo | Macará               | 1         | 2         | Emelec           |

| Fecha 9    | Fecha 9         | Fecha 9   | Fecha 9   | Fecha 9              |
| Fecha      | Equipo Local    | Resultado | Resultado | Equipo Visitante     |
| ---------- | --------------- | --------- | --------- | -------------------- |
| 1 de abril | Manta F.C.      | 1         | 1         | Deportivo Cuenca     |
| 3 de abril | Espoli          | 0         | 1         | Universidad Católica |
| 3 de abril | El Nacional     | 2         | 2         | Olmedo               |
| 4 de abril | Liga de Quito   | 0         | 0         | Barcelona            |
| 5 de abril | Deportivo Quito | 2         | 0         | Macará               |
| 6 de abril | Emelec          | 1         | 1         | Independiente        |

| Fecha 10    | Fecha 10             | Fecha 10  | Fecha 10  | Fecha 10         |
| Fecha       | Equipo Local         | Resultado | Resultado | Equipo Visitante |
| ----------- | -------------------- | --------- | --------- | ---------------- |
| 10 de abril | Olmedo               | 0         | 1         | Emelec           |
| 10 de abril | Barcelona            | 1         | 0         | El Nacional      |
| 10 de abril | Independiente        | 2         | 2         | Deportivo Quito  |
| 10 de abril | Universidad Católica | 1         | 1         | Manta F.C.       |
| 11 de abril | Macará               | 1         | 1         | Espoli           |
| 12 de abril | Deportivo Cuenca     | 1         | 1         | Liga de Quito    |

| Fecha 11    | Fecha 11        | Fecha 11  | Fecha 11  | Fecha 11             |
| Fecha       | Equipo Local    | Resultado | Resultado | Equipo Visitante     |
| ----------- | --------------- | --------- | --------- | -------------------- |
| 17 de abril | Barcelona       | 2         | 1         | Deportivo Cuenca     |
| 17 de abril | Deportivo Quito | 2         | 0         | Olmedo               |
| 18 de abril | Manta F.C.      | 2         | 1         | Macará               |
| 18 de abril | Espoli          | 0         | 4         | Independiente        |
| 18 de abril | Liga de Quito   | 2         | 1         | Universidad Católica |
| 18 de abril | El Nacional     | 5         | 0         | Emelec               |

| Fecha 12    | Fecha 12             | Fecha 12  | Fecha 12  | Fecha 12         |
| Fecha       | Equipo Local         | Resultado | Resultado | Equipo Visitante |
| ----------- | -------------------- | --------- | --------- | ---------------- |
| 24 de abril | Independiente        | 1         | 2         | Espoli           |
| 25 de abril | Universidad Católica | 1         | 1         | Liga de Quito    |
| 25 de abril | Macará               | 2         | 2         | Manta F.C.       |
| 27 de abril | Deportivo Cuenca     | 1         | 1         | Barcelona        |
| 27 de abril | Emelec               | 1         | 0         | El Nacional      |
| 28 de abril | Olmedo               | 0         | 1         | Deportivo Quito  |

| Fecha 13  | Fecha 13        | Fecha 13  | Fecha 13  | Fecha 13             |
| Fecha     | Equipo Local    | Resultado | Resultado | Equipo Visitante     |
| --------- | --------------- | --------- | --------- | -------------------- |
| 1 de mayo | Espoli          | 0         | 1         | Macará               |
| 1 de mayo | Deportivo Quito | 3         | 2         | Independiente        |
| 2 de mayo | Liga de Quito   | 2         | 0         | Deportivo Cuenca     |
| 2 de mayo | Emelec          | 4         | 1         | Olmedo               |
| 2 de mayo | El Nacional     | 0         | 0         | Barcelona            |
| 2 de mayo | Manta F.C.      | 1         | 1         | Universidad Católica |

| Fecha 14   | Fecha 14             | Fecha 14  | Fecha 14  | Fecha 14         |
| Fecha      | Equipo Local         | Resultado | Resultado | Equipo Visitante |
| ---------- | -------------------- | --------- | --------- | ---------------- |
| 22 de mayo | Independiente        | 0         | 0         | Emelec           |
| 22 de mayo | Deportivo Cuenca     | 0         | 0         | Manta F.C.       |
| 22 de mayo | Universidad Católica | 2         | 3         | Espoli           |
| 23 de mayo | Macará               | 1         | 2         | Deportivo Quito  |
| 23 de mayo | Barcelona            | 0         | 0         | Liga de Quito    |
| 23 de mayo | Olmedo               | 2         | 1         | El Nacional      |

| Fecha 15   | Fecha 15        | Fecha 15  | Fecha 15  | Fecha 15             |
| Fecha      | Equipo Local    | Resultado | Resultado | Equipo Visitante     |
| ---------- | --------------- | --------- | --------- | -------------------- |
| 29 de mayo | Deportivo Quito | 2         | 0         | Universidad Católica |
| 30 de mayo | Espoli          | 3         | 0         | Deportivo Cuenca     |
| 30 de mayo | Olmedo          | 2         | 3         | Independiente        |
| 30 de mayo | El Nacional     | 0         | 0         | Liga de Quito        |
| 30 de mayo | Emelec          | 2         | 0         | Macará               |
| 30 de mayo | Manta F.C.      | 0         | 0         | Barcelona            |

| Fecha 16   | Fecha 16             | Fecha 16  | Fecha 16  | Fecha 16         |
| Fecha      | Equipo Local         | Resultado | Resultado | Equipo Visitante |
| ---------- | -------------------- | --------- | --------- | ---------------- |
| 2 de junio | Macará               | 0         | 2         | Olmedo           |
| 2 de junio | Universidad Católica | 0         | 1         | Emelec           |
| 2 de junio | Liga de Quito        | 3         | 0         | Manta F.C.       |
| 2 de junio | Barcelona            | 2         | 0         | Espoli           |
| 2 de junio | Independiente        | 3         | 1         | El Nacional      |
| 3 de junio | Deportivo Cuenca     | 1         | 0         | Deportivo Quito  |

| Fecha 17   | Fecha 17        | Fecha 17  | Fecha 17  | Fecha 17             |
| Fecha      | Equipo Local    | Resultado | Resultado | Equipo Visitante     |
| ---------- | --------------- | --------- | --------- | -------------------- |
| 6 de junio | Emelec          | 4         | 0         | Deportivo Cuenca     |
| 6 de junio | Deportivo Quito | 0         | 1         | Barcelona            |
| 6 de junio | El Nacional     | 4         | 0         | Manta F.C.           |
| 6 de junio | Espoli          | 2         | 1         | Liga de Quito        |
| 6 de junio | Olmedo          | 2         | 0         | Universidad Católica |
| 6 de junio | Independiente   | 0         | 0         | Macará               |

| Fecha 18    | Fecha 18             | Fecha 18  | Fecha 18  | Fecha 18         |
| Fecha       | Equipo Local         | Resultado | Resultado | Equipo Visitante |
| ----------- | -------------------- | --------- | --------- | ---------------- |
| 11 de junio | Deportivo Cuenca     | 0         | 1         | Olmedo           |
| 11 de junio | Universidad Católica | 2         | 0         | Independiente    |
| 12 de junio | Barcelona            | 1         | 2         | Emelec           |
| 12 de junio | Liga de Quito        | 2         | 0         | Deportivo Quito  |
| 12 de junio | Macará               | 3         | 3         | El Nacional      |
| 12 de junio | Manta F.C.           | 1         | 0         | Espoli           |

| Fecha 19    | Fecha 19        | Fecha 19  | Fecha 19  | Fecha 19             |
| Fecha       | Equipo Local    | Resultado | Resultado | Equipo Visitante     |
| ----------- | --------------- | --------- | --------- | -------------------- |
| 16 de junio | Independiente   | 2         | 2         | Deportivo Cuenca     |
| 16 de junio | Olmedo          | 0         | 0         | Barcelona            |
| 16 de junio | Deportivo Quito | 2         | 1         | Manta F.C.           |
| 16 de junio | El Nacional     | 4         | 0         | Espoli               |
| 16 de junio | Emelec          | 1         | 0         | Liga de Quito        |
| 16 de junio | Macará          | 1         | 1         | Universidad Católica |

| Fecha 20    | Fecha 20             | Fecha 20  | Fecha 20  | Fecha 20         |
| Fecha       | Equipo Local         | Resultado | Resultado | Equipo Visitante |
| ----------- | -------------------- | --------- | --------- | ---------------- |
| 20 de junio | Liga de Quito        | 5         | 0         | Olmedo           |
| 20 de junio | Manta F.C.           | 1         | 3         | Emelec           |
| 20 de junio | Espoli               | 0         | 3         | Deportivo Quito  |
| 20 de junio | Barcelona            | 0         | 1         | Independiente    |
| 20 de junio | Universidad Católica | 1         | 1         | El Nacional      |
| 20 de junio | Deportivo Cuenca     | 0         | 1         | Macará           |

| Fecha 21    | Fecha 21             | Fecha 21  | Fecha 21  | Fecha 21         |
| Fecha       | Equipo Local         | Resultado | Resultado | Equipo Visitante |
| ----------- | -------------------- | --------- | --------- | ---------------- |
| 26 de junio | Universidad Católica | 3         | 1         | Deportivo Cuenca |
| 26 de junio | Olmedo               | 1         | 0         | Manta F.C.       |
| 26 de junio | El Nacional          | 2         | 1         | Deportivo Quito  |
| 27 de junio | Macará               | 1         | 2         | Barcelona        |
| 27 de junio | Emelec               | 4         | 0         | Espoli           |
| 27 de junio | Independiente        | 0         | 2         | Liga de Quito    |

| Fecha 22   | Fecha 22         | Fecha 22  | Fecha 22  | Fecha 22             |
| Fecha      | Equipo Local     | Resultado | Resultado | Equipo Visitante     |
| ---------- | ---------------- | --------- | --------- | -------------------- |
| 2 de julio | Espoli           | 2         | 2         | Olmedo               |
| 3 de julio | Manta F.C.       | 3         | 1         | Independiente        |
| 3 de julio | Deportivo Quito  | 1         | 0         | Emelec               |
| 3 de julio | Barcelona        | 5         | 1         | Universidad Católica |
| 4 de julio | Deportivo Cuenca | 0         | 0         | El Nacional          |
| 4 de julio | Liga de Quito    | 3         | 1         | Macará               |

### Segunda Etapa

#### Clasificación
| Equipo | Equipo               | Pts | PJ | PG | PE | PP | GF | GC | Dif |
| ------ | -------------------- | --- | -- | -- | -- | -- | -- | -- | --- |
| 1º     | Liga de Quito        | 47  | 22 | 14 | 5  | 3  | 42 | 17 | +25 |
| 2º     | Emelec               | 46  | 22 | 13 | 7  | 2  | 29 | 12 | +17 |
| 3º     | Deportivo Cuenca     | 41  | 22 | 12 | 5  | 5  | 32 | 25 | +7  |
| 4º     | Deportivo Quito      | 37  | 22 | 11 | 4  | 7  | 35 | 22 | +13 |
| 5º     | Barcelona            | 30  | 22 | 8  | 6  | 8  | 25 | 24 | +1  |
| 6º     | El Nacional          | 29  | 22 | 8  | 5  | 9  | 23 | 23 | 0   |
| 7º     | Manta F.C.           | 27  | 22 | 7  | 6  | 9  | 23 | 33 | -10 |
| 8º     | Espoli               | 23  | 22 | 5  | 8  | 9  | 22 | 28 | -6  |
| 9º     | Olmedo               | 23  | 22 | 6  | 5  | 11 | 20 | 33 | -13 |
| 10º    | Macará               | 21  | 22 | 5  | 6  | 11 | 21 | 32 | -11 |
| 11º    | Universidad Católica | 20  | 22 | 5  | 5  | 12 | 27 | 37 | -10 |
| 12º    | Independiente        | 19  | 22 | 5  | 4  | 13 | 23 | 36 | -13 |

| L\V | BAR | DCU | DQU | NAC | EME | ESP | IND | LDU | MAC | MAN | OLM | CAT |
| BAR |     | 1-2 | 1-0 | 1-2 | 0-0 | 0-3 | 3-0 | 1-1 | 2-1 | 1-2 | 2-0 | 5-1 |
| DCU | 1-0 |     | 2-0 | 0-0 | 1-1 | 2-1 | 3-1 | 1-1 | 0-2 | 3-1 | 2-3 | 2-1 |
| DQU | 4-0 | 1-2 |     | 1-0 | 1-0 | 2-0 | 1-1 | 1-1 | 0-0 | 4-0 | 1-0 | 5-0 |
| NAC | 0-1 | 0-0 | 1-3 |     | 0-0 | 0-0 | 3-0 | 2-3 | 2-1 | 4-0 | 3-1 | 0-1 |
| EME | 0-0 | 0-1 | 2-1 | 2-0 |     | 3-1 | 2-1 | 1-1 | 2-0 | 0-0 | 1-0 | 2-0 |
| ESP | 0-0 | 2-5 | 2-3 | 0-1 | 1-1 |     | 1-0 | 0-1 | 1-1 | 1-0 | 3-0 | 2-1 |
| IND | 1-2 | 3-0 | 1-2 | 0-1 | 1-1 | 1-1 |     | 0-4 | 3-1 | 2-2 | 1-1 | 1-3 |
| LDU | 2-1 | 2-0 | 1-1 | 3-1 | 0-1 | 3-0 | 2-0 |     | 3-0 | 4-2 | 1-0 | 1-0 |
| MAC | 1-1 | 1-2 | 1-0 | 4-1 | 1-4 | 1-1 | 0-2 | 2-4 |     | 1-1 | 0-1 | 1-0 |
| MAN | 1-0 | 2-0 | 1-2 | 1-0 | 1-2 | 0-0 | 0-2 | 1-0 | 1-0 |     | 3-0 | 2-2 |
| OLM | 0-1 | 0-0 | 3-2 | 1-1 | 0-1 | 3-2 | 2-1 | 0-3 | 0-1 | 2-2 |     | 1-1 |
| CAT | 2-2 | 2-3 | 3-0 | 0-1 | 2-3 | 0-0 | 1-2 | 2-1 | 1-1 | 3-0 | 1-2 |     |

|  | Clasifica a la final del torneo y a la Copa Libertadores 2011. |

#### Partidos
| Fecha 1     | Fecha 1         | Fecha 1   | Fecha 1   | Fecha 1              |
| Fecha       | Equipo Local    | Resultado | Resultado | Equipo Visitante     |
| ----------- | --------------- | --------- | --------- | -------------------- |
| 9 de julio  | Olmedo          | 3         | 2         | Espoli               |
| 10 de julio | Liga de Quito   | 4         | 2         | Manta F.C.           |
| 10 de julio | Deportivo Quito | 1         | 2         | Deportivo Cuenca     |
| 10 de julio | Independiente   | 1         | 2         | Barcelona            |
| 10 de julio | Macará          | 4         | 1         | El Nacional          |
| 11 de julio | Emelec          | 2         | 0         | Universidad Católica |

| Fecha 2     | Fecha 2              | Fecha 2   | Fecha 2   | Fecha 2          |
| Fecha       | Equipo Local         | Resultado | Resultado | Equipo Visitante |
| ----------- | -------------------- | --------- | --------- | ---------------- |
| 16 de julio | Deportivo Cuenca     | 3         | 1         | Independiente    |
| 16 de julio | Manta F.C.           | 3         | 0         | Olmedo           |
| 17 de julio | Barcelona            | 2         | 1         | Macará           |
| 17 de julio | Universidad Católica | 3         | 0         | Deportivo Quito  |
| 18 de julio | El Nacional          | 2         | 3         | Liga de Quito    |
| 18 de julio | Espoli               | 1         | 1         | Emelec           |

| Fecha 3     | Fecha 3              | Fecha 3   | Fecha 3   | Fecha 3          |
| Fecha       | Equipo Local         | Resultado | Resultado | Equipo Visitante |
| ----------- | -------------------- | --------- | --------- | ---------------- |
| 22 de julio | Liga de Quito        | 2         | 1         | Barcelona        |
| 23 de julio | Deportivo Quito      | 1         | 1         | Independiente    |
| 24 de julio | Universidad Católica | 0         | 0         | Espoli           |
| 24 de julio | Macará               | 1         | 2         | Deportivo Cuenca |
| 25 de julio | Emelec               | 0         | 0         | Manta F.C.       |
| 25 de julio | Olmedo               | 1         | 1         | El Nacional      |

| Fecha 4     | Fecha 4          | Fecha 4   | Fecha 4   | Fecha 4              |
| Fecha       | Equipo Local     | Resultado | Resultado | Equipo Visitante     |
| ----------- | ---------------- | --------- | --------- | -------------------- |
| 28 de julio | Deportivo Cuenca | 1         | 1         | Liga de Quito        |
| 29 de julio | Independiente    | 3         | 1         | Macará               |
| 30 de julio | Manta F.C.       | 2         | 2         | Universidad Católica |
| 31 de julio | Espoli           | 2         | 3         | Deportivo Quito      |
| 31 de julio | Barcelona        | 2         | 0         | Olmedo               |
| 1 de agosto | El Nacional      | 0         | 0         | Emelec               |

| Fecha 5      | Fecha 5              | Fecha 5   | Fecha 5   | Fecha 5          |
| Fecha        | Equipo Local         | Resultado | Resultado | Equipo Visitante |
| ------------ | -------------------- | --------- | --------- | ---------------- |
| 7 de agosto  | Deportivo Quito      | 0         | 0         | Macará           |
| 7 de agosto  | Espoli               | 1         | 0         | Manta F.C.       |
| 8 de agosto  | Olmedo               | 0         | 0         | Deportivo Cuenca |
| 8 de agosto  | Emelec               | 0         | 0         | Barcelona        |
| 8 de agosto  | Universidad Católica | 0         | 1         | El Nacional      |
| 10 de agosto | Liga de Quito        | 2         | 0         | Independiente    |

| Fecha 6      | Fecha 6          | Fecha 6   | Fecha 6   | Fecha 6              |
| Fecha        | Equipo Local     | Resultado | Resultado | Equipo Visitante     |
| ------------ | ---------------- | --------- | --------- | -------------------- |
| 13 de agosto | El Nacional      | 0         | 0         | Espoli               |
| 13 de agosto | Deportivo Cuenca | 1         | 1         | Emelec               |
| 14 de agosto | Manta F.C.       | 1         | 2         | Deportivo Quito      |
| 14 de agosto | Independiente    | 1         | 1         | Olmedo               |
| 15 de agosto | Macará           | 2         | 4         | Liga de Quito        |
| 15 de agosto | Barcelona        | 5         | 1         | Universidad Católica |

| Fecha 7          | Fecha 7              | Fecha 7   | Fecha 7   | Fecha 7          |
| Fecha            | Equipo Local         | Resultado | Resultado | Equipo Visitante |
| ---------------- | -------------------- | --------- | --------- | ---------------- |
| 18 de agosto     | Emelec               | 2         | 1         | Independiente    |
| 18 de agosto     | Deportivo Quito      | 1         | 1         | Liga de Quito    |
| 18 de agosto     | Olmedo               | 0         | 1         | Macará           |
| 18 de agosto     | Universidad Católica | 2         | 3         | Deportivo Cuenca |
| 18 de agosto     | Manta F.C.           | 1         | 0         | El Nacional      |
| 22 de septiembre | Espoli               | 0         | 0         | Barcelona        |

| Fecha 8      | Fecha 8          | Fecha 8   | Fecha 8   | Fecha 8              |
| Fecha        | Equipo Local     | Resultado | Resultado | Equipo Visitante     |
| ------------ | ---------------- | --------- | --------- | -------------------- |
| 21 de agosto | Barcelona        | 1         | 2         | Manta F.C.           |
| 21 de agosto | Macará           | 1         | 4         | Emelec               |
| 22 de agosto | Deportivo Cuenca | 2         | 1         | Espoli               |
| 22 de agosto | Independiente    | 1         | 3         | Universidad Católica |
| 22 de agosto | Liga de Quito    | 1         | 0         | Olmedo               |
| 22 de agosto | El Nacional      | 1         | 3         | Deportivo Quito      |

| Fecha 9      | Fecha 9              | Fecha 9   | Fecha 9   | Fecha 9          |
| Fecha        | Equipo Local         | Resultado | Resultado | Equipo Visitante |
| ------------ | -------------------- | --------- | --------- | ---------------- |
| 27 de agosto | Deportivo Quito      | 1         | 0         | Olmedo           |
| 27 de agosto | Manta F.C.           | 2         | 0         | Deportivo Cuenca |
| 28 de agosto | Universidad Católica | 1         | 1         | Macará           |
| 28 de agosto | El Nacional          | 0         | 1         | Barcelona        |
| 28 de agosto | Espoli               | 1         | 0         | Independiente    |
| 29 de agosto | Emelec               | 1         | 1         | Liga de Quito    |

| Fecha 10         | Fecha 10         | Fecha 10  | Fecha 10  | Fecha 10             |
| Fecha            | Equipo Local     | Resultado | Resultado | Equipo Visitante     |
| ---------------- | ---------------- | --------- | --------- | -------------------- |
| 11 de septiembre | Olmedo           | 0         | 1         | Emelec               |
| 11 de septiembre | Barcelona        | 1         | 0         | Deportivo Quito      |
| 11 de septiembre | Independiente    | 2         | 2         | Manta F.C.           |
| 12 de septiembre | Macará           | 1         | 1         | Espoli               |
| 12 de septiembre | Deportivo Cuenca | 0         | 0         | El Nacional          |
| 13 de septiembre | Liga de Quito    | 1         | 0         | Universidad Católica |

| Fecha 11         | Fecha 11             | Fecha 11  | Fecha 11  | Fecha 11         |
| Fecha            | Equipo Local         | Resultado | Resultado | Equipo Visitante |
| ---------------- | -------------------- | --------- | --------- | ---------------- |
| 17 de septiembre | Manta F.C.           | 1         | 0         | Macará           |
| 18 de septiembre | Barcelona            | 1         | 2         | Deportivo Cuenca |
| 18 de septiembre | El Nacional          | 3         | 0         | Independiente    |
| 18 de septiembre | Espoli               | 0         | 1         | Liga de Quito    |
| 19 de septiembre | Universidad Católica | 1         | 2         | Olmedo           |
| 19 de septiembre | Deportivo Quito      | 1         | 0         | Emelec           |

| Fecha 12         | Fecha 12         | Fecha 12  | Fecha 12  | Fecha 12             |
| Fecha            | Equipo Local     | Resultado | Resultado | Equipo Visitante     |
| ---------------- | ---------------- | --------- | --------- | -------------------- |
| 25 de septiembre | Independiente    | 0         | 1         | El Nacional          |
| 25 de septiembre | Liga de Quito    | 3         | 0         | Espoli               |
| 25 de septiembre | Macará           | 1         | 1         | Manta F.C.           |
| 25 de septiembre | Olmedo           | 1         | 1         | Universidad Católica |
| 26 de septiembre | Deportivo Cuenca | 1         | 0         | Barcelona            |
| 10 de noviembre  | Emelec           | 2         | 1         | Deportivo Quito      |

| Fecha 13         | Fecha 13             | Fecha 13  | Fecha 13  | Fecha 13         |
| Fecha            | Equipo Local         | Resultado | Resultado | Equipo Visitante |
| ---------------- | -------------------- | --------- | --------- | ---------------- |
| 28 de septiembre | Universidad Católica | 2         | 1         | Liga de Quito    |
| 29 de septiembre | Espoli               | 1         | 1         | Macará           |
| 29 de septiembre | Deportivo Quito      | 4         | 0         | Barcelona        |
| 29 de septiembre | Emelec               | 1         | 0         | Olmedo           |
| 29 de septiembre | El Nacional          | 0         | 0         | Deportivo Cuenca |
| 29 de septiembre | Manta F.C.           | 0         | 2         | Independiente    |

| Fecha 14     | Fecha 14         | Fecha 14  | Fecha 14  | Fecha 14             |
| Fecha        | Equipo Local     | Resultado | Resultado | Equipo Visitante     |
| ------------ | ---------------- | --------- | --------- | -------------------- |
| 3 de octubre | Independiente    | 1         | 1         | Espoli               |
| 3 de octubre | Deportivo Cuenca | 3         | 1         | Manta F.C.           |
| 3 de octubre | Macará           | 1         | 0         | Universidad Católica |
| 3 de octubre | Olmedo           | 3         | 2         | Deportivo Quito      |
| 3 de octubre | Liga de Quito    | 0         | 1         | Emelec               |
| 3 de octubre | Barcelona        | 1         | 2         | El Nacional          |

| Fecha 15      | Fecha 15             | Fecha 15  | Fecha 15  | Fecha 15         |
| Fecha         | Equipo Local         | Resultado | Resultado | Equipo Visitante |
| ------------- | -------------------- | --------- | --------- | ---------------- |
| 16 de octubre | Universidad Católica | 1         | 2         | Independiente    |
| 16 de octubre | Espoli               | 2         | 5         | Deportivo Cuenca |
| 16 de octubre | Olmedo               | 0         | 3         | Liga de Quito    |
| 16 de octubre | Manta F.C.           | 1         | 0         | Barcelona        |
| 16 de octubre | Deportivo Quito      | 1         | 0         | El Nacional      |
| 17 de octubre | Emelec               | 2         | 0         | Macará           |

| Fecha 16        | Fecha 16         | Fecha 16  | Fecha 16  | Fecha 16             |
| Fecha           | Equipo Local     | Resultado | Resultado | Equipo Visitante     |
| --------------- | ---------------- | --------- | --------- | -------------------- |
| 20 de octubre   | Macará           | 0         | 1         | Olmedo               |
| 20 de octubre   | Barcelona        | 0         | 3         | Espoli               |
| 20 de octubre   | El Nacional      | 4         | 0         | Manta F.C.           |
| 20 de octubre   | Deportivo Cuenca | 2         | 1         | Universidad Católica |
| 23 de noviembre | Independiente    | 0         | 1         | Emelec               |
| 23 de noviembre | Liga de Quito    | 1         | 1         | Deportivo Quito      |

| Fecha 17      | Fecha 17             | Fecha 17  | Fecha 17  | Fecha 17         |
| Fecha         | Equipo Local         | Resultado | Resultado | Equipo Visitante |
| ------------- | -------------------- | --------- | --------- | ---------------- |
| 24 de octubre | Deportivo Quito      | 4         | 0         | Manta F.C.       |
| 24 de octubre | Espoli               | 0         | 1         | El Nacional      |
| 24 de octubre | Liga de Quito        | 3         | 0         | Macará           |
| 24 de octubre | Universidad Católica | 2         | 2         | Barcelona        |
| 24 de octubre | Olmedo               | 2         | 1         | Independiente    |
| 26 de octubre | Emelec               | 0         | 1         | Deportivo Cuenca |

| Fecha 18      | Fecha 18         | Fecha 18  | Fecha 18  | Fecha 18             |
| Fecha         | Equipo Local     | Resultado | Resultado | Equipo Visitante     |
| ------------- | ---------------- | --------- | --------- | -------------------- |
| 29 de octubre | Independiente    | 0         | 4         | Liga de Quito        |
| 29 de octubre | El Nacional      | 0         | 1         | Universidad Católica |
| 29 de octubre | Manta F.C.       | 0         | 0         | Espoli               |
| 30 de octubre | Deportivo Cuenca | 2         | 3         | Olmedo               |
| 30 de octubre | Barcelona        | 0         | 0         | Emelec               |
| 30 de octubre | Macará           | 1         | 0         | Deportivo Quito      |

| Fecha 19       | Fecha 19             | Fecha 19  | Fecha 19  | Fecha 19         |
| Fecha          | Equipo Local         | Resultado | Resultado | Equipo Visitante |
| -------------- | -------------------- | --------- | --------- | ---------------- |
| 5 de noviembre | Emelec               | 2         | 0         | El Nacional      |
| 6 de noviembre | Liga de Quito        | 2         | 0         | Deportivo Cuenca |
| 6 de noviembre | Deportivo Quito      | 2         | 0         | Espoli           |
| 7 de noviembre | Olmedo               | 0         | 1         | Barcelona        |
| 7 de noviembre | Universidad Católica | 3         | 0         | Manta F.C.       |
| 7 de noviembre | Macará               | 0         | 2         | Independiente    |

| Fecha 20        | Fecha 20         | Fecha 20  | Fecha 20  | Fecha 20             |
| Fecha           | Equipo Local     | Resultado | Resultado | Equipo Visitante     |
| --------------- | ---------------- | --------- | --------- | -------------------- |
| 13 de noviembre | El Nacional      | 3         | 1         | Olmedo               |
| 13 de noviembre | Manta F.C.       | 1         | 2         | Emelec               |
| 13 de noviembre | Independiente    | 1         | 2         | Deportivo Quito      |
| 14 de noviembre | Barcelona        | 1         | 1         | Liga de Quito        |
| 14 de noviembre | Espoli           | 2         | 1         | Universidad Católica |
| 14 de noviembre | Deportivo Cuenca | 0         | 2         | Macará               |

| Fecha 21        | Fecha 21        | Fecha 21  | Fecha 21  | Fecha 21             |
| Fecha           | Equipo Local    | Resultado | Resultado | Equipo Visitante     |
| --------------- | --------------- | --------- | --------- | -------------------- |
| 20 de noviembre | Independiente   | 3         | 0         | Deportivo Cuenca     |
| 20 de noviembre | Olmedo          | 2         | 2         | Manta F.C.           |
| 20 de noviembre | Deportivo Quito | 5         | 0         | Universidad Católica |
| 20 de noviembre | Emelec          | 3         | 1         | Espoli               |
| 21 de noviembre | Macará          | 1         | 1         | Barcelona            |
| 22 de noviembre | Liga de Quito   | 3         | 1         | El Nacional          |

| Fecha 22        | Fecha 22             | Fecha 22  | Fecha 22  | Fecha 22         |
| Fecha           | Equipo Local         | Resultado | Resultado | Equipo Visitante |
| --------------- | -------------------- | --------- | --------- | ---------------- |
| 26 de noviembre | Barcelona            | 3         | 0         | Independiente    |
| 26 de noviembre | Deportivo Cuenca     | 2         | 0         | Deportivo Quito  |
| 27 de noviembre | Espoli               | 3         | 0         | Olmedo           |
| 27 de noviembre | Manta F.C.           | 1         | 0         | Liga de Quito    |
| 27 de noviembre | Universidad Católica | 2         | 3         | Emelec           |
| 27 de noviembre | El Nacional          | 2         | 1         | Macará           |

### Tabla acumulada
| Equipo | Equipo               | Pts | PJ | PG | PE | PP | GF | GC | Dif |
| ------ | -------------------- | --- | -- | -- | -- | -- | -- | -- | --- |
| 1º     | Emelec               | 92  | 44 | 27 | 11 | 6  | 66 | 34 | 32  |
| 2º     | Liga de Quito        | 91  | 44 | 26 | 13 | 5  | 78 | 27 | 51  |
| 3º     | Barcelona            | 73  | 44 | 20 | 13 | 11 | 51 | 36 | 15  |
| 4º     | Deportivo Quito      | 71  | 44 | 21 | 8  | 15 | 62 | 45 | 17  |
| 5º     | Deportivo Cuenca     | 68  | 44 | 18 | 14 | 12 | 53 | 49 | 4   |
| 6º     | El Nacional          | 54  | 44 | 13 | 15 | 16 | 57 | 50 | 7   |
| 7º     | Manta F. C.          | 51  | 44 | 12 | 15 | 17 | 46 | 63 | -19 |
| 8º     | Olmedo               | 46  | 44 | 11 | 13 | 20 | 38 | 60 | -2  |
| 9º     | Espoli               | 45  | 44 | 11 | 12 | 21 | 44 | 69 | -25 |
| 10º    | Independiente        | 44  | 44 | 10 | 14 | 20 | 49 | 67 | -18 |
| 11º    | Universidad Católica | 40  | 44 | 9  | 13 | 22 | 48 | 69 | -21 |
| 12º    | Macará               | 39  | 44 | 8  | 15 | 21 | 43 | 66 | -23 |

|       | Clasificado al desempate para el tercer lugar y el cupo de "Ecuador 3" para la Copa Libertadores 2011. |
| Salió | Descendieron a la Serie B.                                                                             |

- Barcelona y Deportivo Quito jugarán un desempate en partidos de ida y vuelta, para determinar quién de los 2 equipos Clasificará como "Ecuador 3" a la Copa Libertadores 2011 y de paso enfrentará en la Primera Fase a Independiente, para determinar quién entrará directamente al Grupo 8 de la Copa.

## Finales

### Tercer lugar
| 4 de diciembre de 2010 | Deportivo Quito                    | 2:0 (1:0) | Barcelona | Estadio Olímpico Atahualpa, Quito                      |                                                        |
|                        | Luis Checa 35' · Luis Saritama 49' |           |           | Asistencia: 35 000 espectadores Árbitro(s): Omar Ponce | Asistencia: 35 000 espectadores Árbitro(s): Omar Ponce |

| 11 de diciembre de 2010 | Barcelona                                             | 3:1 (1:1) | Deportivo Quito   | Estadio Monumental Banco Pichincha, Guayaquil           |                                                         |
|                         | Henry León 15' · Juan Samudio 72' · Juan Anangonó 88' |           | Oswaldo Minda 24' | Asistencia: 49 000 espectadores Árbitro(s): José Carpio | Asistencia: 49 000 espectadores Árbitro(s): José Carpio |

- Deportivo Quito ganó 3-3 en el marcador global con la regla del gol de visitante.

### Final
Artículo Principal: Resultados de la Final
| Finalistas                   | Vía de clasificación        |
| ---------------------------- | --------------------------- |
| Club Sport Emelec            | Ganador de la Primera Etapa |
| Liga Deportiva Universitaria | Ganador de la Segunda Etapa |

| 5 de diciembre de 2010 | Liga de Quito      | 2:0 (0:0) | Emelec | Estadio Casa Blanca, Quito                                |                                                           |
|                        | Bolaños 50', 90+3' |           |        | Asistencia: 44 506 espectadores Árbitro(s): Tomás Alarcón | Asistencia: 44 506 espectadores Árbitro(s): Tomás Alarcón |

| 12 de diciembre de 2010 | Emelec     | 1:0 (0:0) (Global 1:2) | Liga de Quito | Estadio George Capwell, Guayaquil                            |                                                              |
|                         | Quiroz 60' |                        |               | Asistencia: 24 000 espectadores Árbitro(s): Alfredo Intriago | Asistencia: 24 000 espectadores Árbitro(s): Alfredo Intriago |

- Liga de Quito ganó 2-1 en el marcador global.

|                                                  |
|                                                  |
| Campeón Liga Deportiva Universitaria 10.º título |

## Goleadores
| Jugador               | Club                 | Goles |
| --------------------- | -------------------- | ----- |
| Jaime Ayoví           | Emelec               | 23    |
| Hernán Barcos         | Liga de Quito        | 22    |
| Maximiliano Bevacqua  | Manta F. C.          | 22    |
| Luis Escalada         | Deportivo Cuenca     | 16    |
| Richar Estigarribia   | Independiente        | 14    |
| Juan Samudio          | Barcelona            | 14    |
| Christian Suárez      | El Nacional          | 12    |
| Marlon De Jesús       | El Nacional          | 12    |
| Omar Guerra           | Universidad Católica | 12    |
| Lenín de Jesús        | Espoli               | 11    |
| Jaime Iván Kaviedes   | Macará               | 10    |
| Esteban Rivas         | Olmedo               | 10    |
| Fernando Guerrero     | Independiente        | 10    |
| Gabriel Méndez        | Deportivo Cuenca     | 9     |
| Edison Preciado       | El Nacional          | 9     |
| Armando Wila          | Independiente        | 9     |
| Miller Bolaños        | Liga de Quito        | 9     |
| David Quiroz          | Emelec               | 9     |
| Luis Saritama         | Deportivo Quito      | 9     |
| Juan Manuel Salgueiro | Liga de Quito        | 8     |
| Juan Anangonó         | Barcelona            | 8     |
| Hólger Matamoros      | Deportivo Cuenca     | 8     |